# Werner von Steußlingen (Münster)
Werner von Steußlingen (auch Werner von Arnstedt; † 1. Dezember 1151) war von 1132 bis zu seinem Tode der 21. Bischof von Münster.

## Leben
Er war der Sohn von Adalbero von Steußlingen, Edelherr von Arnstedt bei Magdeburg, und dessen Gattin Judith. Seine Oheime waren der Kölner Erzbischof Anno von Steußlingen und dessen Bruder Werner, Erzbischof von Magdeburg. Über seinen gleichnamigen Onkel, den Erzbischof von Magdeburg, erlangte er Dompfründen in Halberstadt und Hildesheim, durch Erzbischof Anno II. ein Kanonikat in Xanten.
Durch Einfluss Kaiser Lothars III. und des Erzbischofs von Köln Bruno II. wurde Werner zum Bischof von Münster ernannt. Sein Denken war beeinflusst durch Bernhard von Clairvaux und Norbert von Xanten, dem Gründer des Prämonstratenserordens. Er stärkte viele Klöster in Westfalen durch Schenkungen und die Inkorporation von Pfarreien und neigte nach den Bezeugungen seiner Zeitgenossen selbst dem klösterlichen Leben zu, das ihm als bestes Heilmittel gegen den zunehmenden Sittenverfall galt.
Nach Kaiser Lothars Tod im Dezember 1137 stellte Bischof Werner sich auf dem Kölner Fürstentag vom 3. April 1138 auf die Seite des neu zum König gewählten Staufers Konrad III. 1147 nahm er am Wendenkreuzzug teil, kehrte jedoch so bald zurück, dass es ihm erspart blieb, bei der Belagerung von Stettin einen slawischen Bischof unter den Verteidigern zu sehen.
Er starb am 1. Dezember 1151 und wurde im Kloster Cappenberg beigesetzt.